# Status socioeconómico

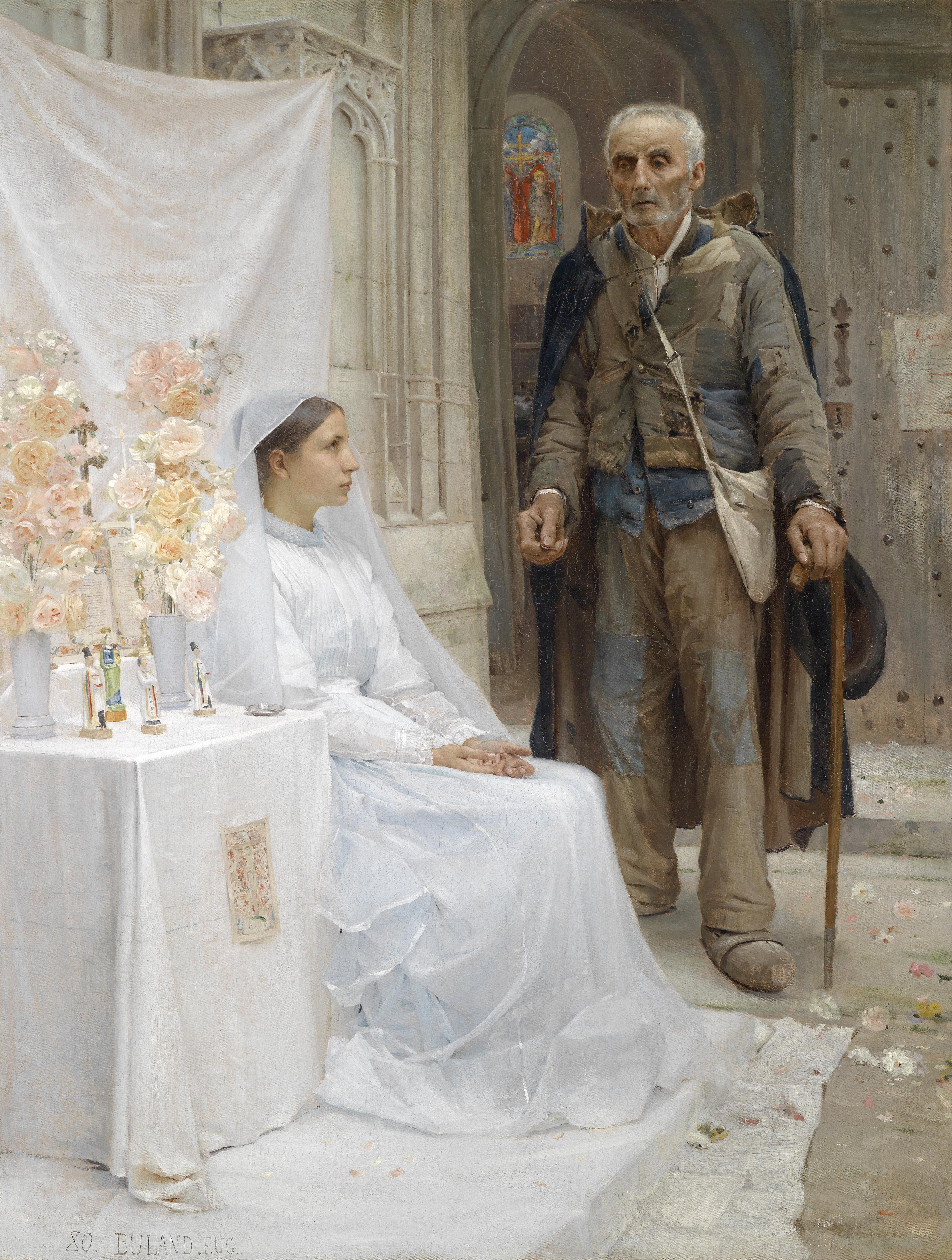
Pintura de Jean-Eugène Buland, 1880.

O status socioeconómico (português europeu) ou socioeconômico (português brasileiro) é uma medida total combinada, económica e sociológica, da experiência de trabalho de uma pessoa e da posição económica e social de um indivíduo ou família em relação aos outros. Ao analisar o status de uma família, examinam-se a renda familiar, a escolaridade dos assalariados e a ocupação, bem como a renda combinada, enquanto para o status de um indivíduo são avaliados apenas os seus próprios atributos. No entanto, o status é mais comummente usado para descrever uma diferença económica na sociedade como um todo.
O status socioeconómico é normalmente dividido em três níveis (alto, médio e baixo) para descrever os três lugares em que uma família ou um indivíduo pode se enquadrar. Ao colocar uma família ou indivíduo numa dessas categorias, qualquer uma ou todas as três variáveis (renda, educação e ocupação) podem ser avaliadas.
Além disso, baixa renda e educação demonstraram ser fortes indicadores de uma série de problemas de saúde física e mental, incluindo vírus respiratórios, artrite, doença coronária e esquizofrenia. Esses problemas podem ocorrer devido às condições ambientais do local de trabalho ou, no caso de deficiências ou doenças mentais, podem ser a causa principal da situação social dessa pessoa.
A educação em famílias de maior nível socioeconómico é tipicamente enfatizada como muito mais importante, tanto dentro da família quanto na comunidade local. Nas áreas mais pobres, onde alimentação, abrigo e segurança são prioridades, a educação pode ficar em segundo plano. O público jovem está particularmente em risco de muitos problemas sociais e de saúde nos Estados Unidos, como gravidez indesejada, abuso de drogas e obesidade.